# ばけ物つくし帖

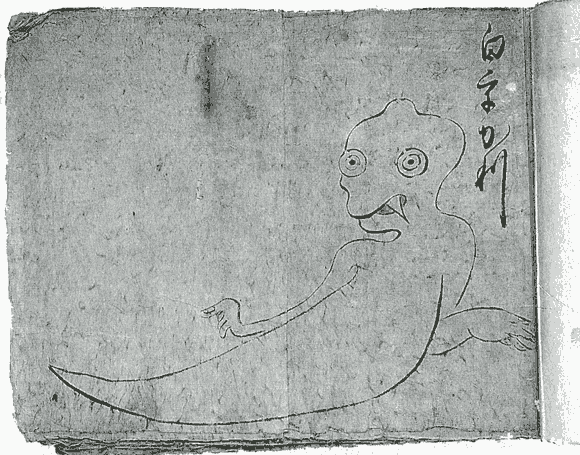
『ばけ物つくし帖』で描かれている妖怪「白うかり」

ばけ物つくし帖（ばけものつくしちょう）は日本で作られた妖怪の描かれた肉筆による冊子。資料名は表紙にあるばけ物つくしという文字に拠る。作者は不明。24.8×33.7センチメートルの横とじの画帳であるが、内容は『化け物尽くし絵巻』などと同様の妖怪絵巻の類である。

## 概要
画帳の1丁ごとに妖怪の絵が描かれ、その名称が書き添えられている。全てで21種類の妖怪が描かれており、人魚といった良く知られる妖怪のほか、『百怪図巻』や『百鬼夜行絵巻 (松井文庫)』など他の妖怪絵巻にも描かれている妖怪（白うかり・にがわらい・下国の人（五体面）等）、あるいは妖怪絵巻における類例が確認できない妖怪（たつたひめ・よばいぐも等）が収録されている。
この『ばけ物つくし帖』など、21世紀に入って新たに確認された資料によって、『百鬼夜行絵巻 (松井文庫)』が独自に描いていると見られていた妖怪が他の妖怪絵巻の類にも描かれているという事実が確認された。
加賀島興正という人名が記入されているが、作者であるかは不詳である。現所蔵者である湯本豪一は、加賀島は熊本県などにある苗字であり、同地と関係がある作品ではないかと述べている。